# Boulonville
Boulonville ist ein Ortsteil der französischen Gemeinde Parmain im Département Val-d’Oise in der Region Île-de-France. 

## Sehenswürdigkeiten

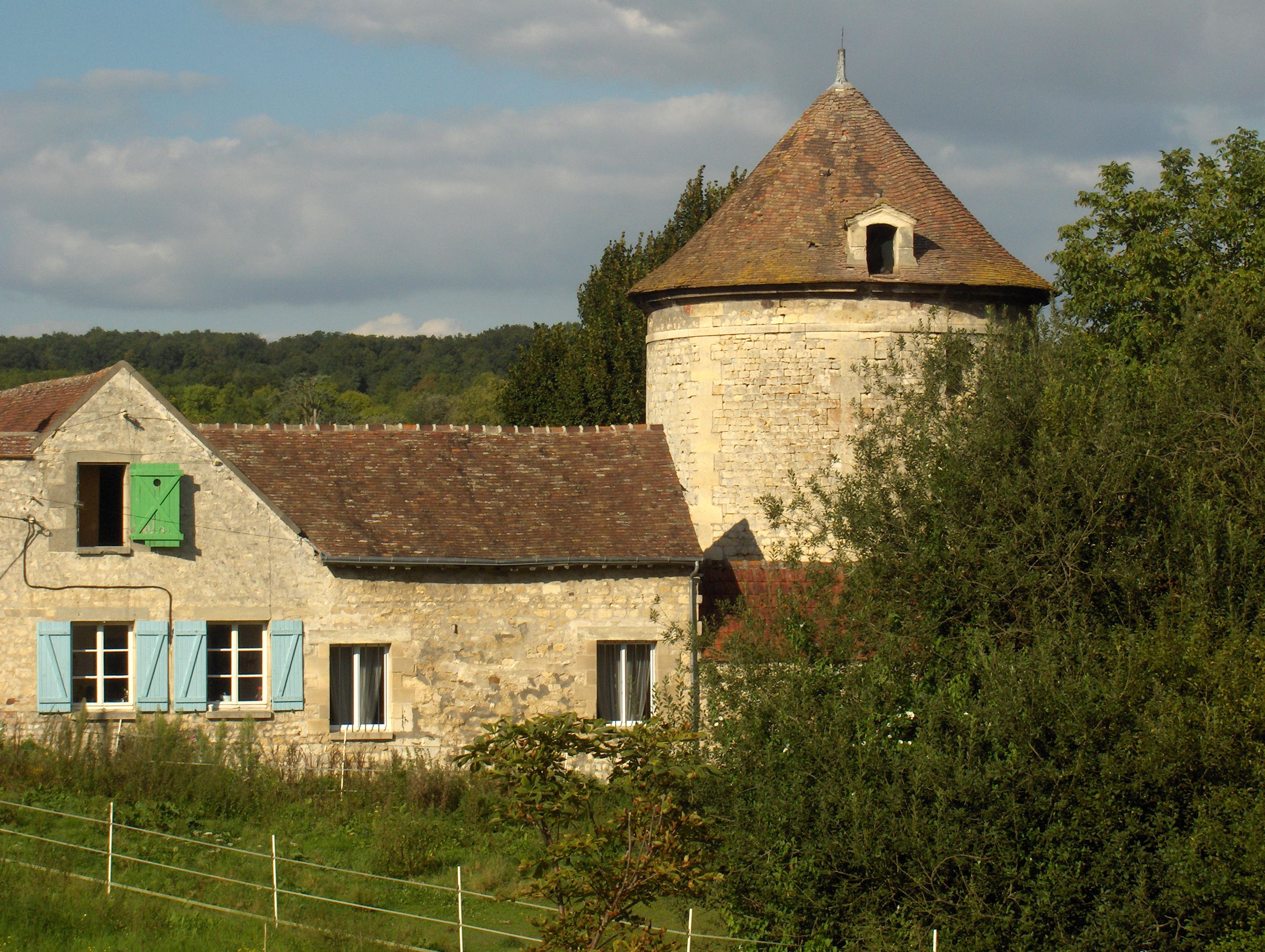
Taubenhaus in Boulonville (der runde Turm)

- Taubenhaus, erbaut im 18. Jahrhundert und seit 1965 als Monument historique klassifiziert